# Il fermo proposito
Il fermo proposito − piąta encyklika papieża Piusa X sygnowana datą 11 czerwca 1905. Encyklika ta poświęcona jest Akcji Katolickiej.